# ピーター・プロドロモウ
ピーター・プロドロモウ（Peter Prodromou、1969年1月14日 - ）は、イギリス・ロンドン出身のギリシャ系英国人エアロダイナミシスト。
現在、マクラーレンF1チームの空力担当テクニカルディレクターとして活動している。

## 人物
1990年、インペリアル・カレッジ・ロンドンを航空工学の優等位で卒業し工学士。同年卒の学友、ジョン・アイリーは学士で学業を切り上げて業界入りしたが、さらに研究を続け、1991年、計算流体力学と構造力学の修士号を取得し、優秀な成績を収め、同世代の学友、ニコラス・トンバジスを残して、修士で学業を切り上げた。
1991年、マクラーレンに入社し、計算流体力学で風洞プログラムを改善。
アイルトン・セナ、ミカ・ハッキネン、キミ・ライコネンなどがドライブしたレースでマシンの開発に貢献。長期的にチームに所属した。
設計事務所での役割は拡大し続け、2000年には空力部門の責任者となり、後にデザイナーに変わった。
2005年5月にはチームが再編成され、ウォキングの空力開発部門の責任者に任命された。 
チーフエアロダイナミシストの表現が全般的にざっと使用されている記事もあるが、これは空力作業の役割分担は別にして、並み居るエアロダイナミシストのうちの古残の筆頭者の意味であると理解できる。 無論通常のこの用語の用法は、空力作業の役割分担上でのトップとなる。
2006年初頭、チームを離れ、レッドブルにエイドリアン・ニューウェイと共に加入し、ミルトン・キーンズを拠点におくチームのエアロダイナミクスの責任者として働いた。
2006年から2014年までのレッドブルでの仕事は成功を収めている。
2013年シーズンが始まる前に、マクラーレンはプロドロモウとの交渉を開始し、2014年9月までチーフエンジニアとしてウォキングチームに復帰。
2017年、内燃機関を担当する古い僚友のティム・ゴスと分担して、プロドロモウはエアロダイナミクスを担当する最高技術責任者になるが、ゴスは翌年4月にチームを去った。